# 行车记录仪 (惊悚片)
《行车记录仪》（英語：Dashcam）是一部2021年美國心理驚悚片，由克里斯蒂安·尼爾松編劇和執導，YouTuber艾瑞克·塔巴赫主演，喬治亞·維漢、賴瑞·費森登、柴克瑞·布斯、裘力安·祖利耶洛和諾亞·費雪擔任配角。這部電影將“螢幕生活”與傳統電影製作相結合，讓觀眾進入主角的腦海。
這部電影於2021年8月16日在Popcorn Frights電影節上首映，2021年10月19日在美國由Gravitas Ventures發行。

## 劇情
杰克（塔巴赫飾）是当地新闻频道的一名隐居的影片编辑，幻想着成为一名记者。在剪辑一段关于导致一名警察和一名重要政治官员死亡的例行交通检查的新闻时，杰克无意中收到了行车记录仪影片证据，记录了一个完全不同的故事。杰克在纽约市的小公寓里独自工作，利用他作为编辑的技能来分析录像，并找出实际发生的事情背后的真相。

## 发行
《行车记录仪》於2021年8月16日在Popcorn Frights電影節上首映，2021年10月19日在美國由Gravitas Ventures發行。
這部電影的上映引起了一些混亂，因為它與另一部2021年電影《行车记录仪》同名，後者於一個月後的9月13日在2021年多倫多國際電影節上首映。